# Lizbeth Mackay
Lizbeth 'Liz' MacKay (Buffalo (New York), 7 maart 1949) is een Amerikaanse theater- en televisieactrice.

## Biografie
MacKay studeerde af aan de Yale School of Drama in New Haven (Connecticut), en begon in 1970 haar acteercarrière in het theater. 
Haar eerste televisierol had zij in 1980 in de serie All My Children. Hierna speelde hij in series en films zoals Malcolm X (1992), Marvin's Room (1996) en One Life to Live (2004).

## Filmografie

### Films
- 2022 - Armageddon Time - als miss Hellman
- 2020 - Never Rarely Sometimes Always - als receptioniste 1
- 1998 - One True Thing – als dr. Cohen
- 1998 - Harvest – als Bridget Barnes
- 1998 - Claire Dolan – als administratrice
- 1996 - Marvin's Room – als nieuweling
- 1996 - White Squall – als Middy Gleg
- 1992 - Malcolm X – als blanke vrouw op de markt
- 1989 - The Dream Team – als vrouw van Henry

### Televisieseries
Uitgezonderd eenmalige gastrollen.
- 1980-1981 - All My Children – als Leora Sanders – 5 afl.

## Theaterwerk

### Broadway
- 2016-2017 The Humans - als Deirdre Blake
- 2013 Picnic - als mrs. Potts
- 2008-2009 - All My Sons – als buurvrouw
- 1999-2000 - The Price – als Esther Franz
- 1995 - The Heiress – als mrs. Montgomery
- 1993-1994 - Abe Lincoln in Illinois – als Mary Todd
- 1992 - Death and the Maiden – als Paulina Salas
- 1984 - Play Memory – als Jean MacMillan
- 1981-1982 - Crimes of the Heart – als Lenny MaGrath
- 1970 - Othello

### Off-Broadway
- 2011 - Sons of the Prophet
- 2008 - Third
- 2000 - Two-Headed
- 1988 - A View From the Roof
- 1988 - Night, Mother
- 1983 - The Dining Room
- 1980-1983 - Crimes of the Heart – als Lenny Magrath
- 1979 - You Can't Take It with You – als Alice
- 1975-1978 - Man and Superman
- 1975-1978 - Dark at the Top of the Stairs
- 1975-1978 - Relatively Speaking
- 1975-1978 - Baltimore, Maryland
- 1975-1978 - Of Mice and Men
- 1975-1978 - Great Expectations
- 1975-1978 - Little Foxes